# Dissmeryngodes iracema
Dissmeryngodes iracema är en tvåvingeart som beskrevs av Artigas, Papavero och Serra 1991. Dissmeryngodes iracema ingår i släktet Dissmeryngodes och familjen rovflugor. Inga underarter finns listade i Catalogue of Life.